# 伯沙撒的盛宴
伯沙撒的盛宴是旧约中《但以理书》第5章所记载的一个故事。新巴比伦王国的国王伯沙撒掠夺并摧毁所罗门圣殿后大宴群臣，突然有一只手出现，并在墙上写下了字句。伯沙撒大惊，令谋士们来解读，并设下高额的悬赏，但无人明白这些字句的含义。王后建议召但以理来，但以理认出墙上写的是“算，称，分”，并解释到，这是由于伯沙撒的亵渎之举，神已经计算了他的国祚，称量了他的分量，他的国家将会被分给米底亚人和波斯人。当夜伯沙撒即身死国灭。
英语中的习语“writing on the wall”（直译为“墙上的字”，意为厄运或灾难的兆头或预言）即来自此故事。